# 672 (numero)
Seicentosettantadue è il numero naturale dopo il 671 e prima del 673.

## Proprietà matematiche
- È un numero pari.
- È un numero composto con 24 divisori: 1, 2, 3, 4, 6, 7, 8, 12, 14, 16, 21, 24, 28, 32, 42, 48, 56, 84, 96, 112, 168, 224, 336, 672. Poiché la somma dei suoi divisori (escluso il numero stesso) è 1334 > 672 è un numero abbondante.
- È un numero semiperfetto in quanto pari alla somma di alcuni (o tutti) i suoi divisori.
- È un numero dodecagonale.
- È un numero palindromo e un numero a cifra ripetuta nel sistema di numerazione posizionale a base 27 (OO) e in quello a base 31 (LL).
- È un numero pratico.
- È un numero rifattorizzabile in quanto divisibile per il numero dei propri divisori.
- È parte delle terne pitagoriche (90, 672, 678), (104, 672, 680), (185, 672, 697), (196, 672, 700), (280, 672, 728), (380, 672, 772), (396, 672, 780), (504, 672, 840), (621, 672, 915), (640, 672, 928), (672, 754, 1010), (672, 770, 1022), (672, 896, 1120), (672, 1054, 1250), (672, 1080, 1272), (672, 1260, 1428), (672, 1496, 1640), (672, 1700, 1828), (672, 1729, 1855), (672, 1960, 2072), (672, 2255, 2353), (672, 2304, 2400), (672, 2646, 2730), (672, 3100, 3172), (672, 3496, 3560), (672, 4004, 4060), (672, 4680, 4728), (672, 5355, 5397), (672, 6254, 6290), (672, 7040, 7072), (672, 8050, 8078), (672, 9396, 9420), (672, 12535, 12553), (672, 14104, 14120), (672, 16121, 16135), (672, 18810, 18822), (672, 28220, 28228), (672, 37629, 37635), (672, 56446, 56450), (672, 112895, 112897).

## Astronomia
- 672 Astarte è un asteroide della fascia principale del sistema solare.
- NGC 672 è una galassia spirale della costellazione del Triangolo.

## Astronautica
- Cosmos 672 è un satellite artificiale russo.